# Лукина, Галина Ивановна
Гали́на Ива́новна Лукина́ (1929—?) — советский хозяйственный и политический деятель, депутат Совета Союза Верховного Совета СССР 7-го созыва.

## Биография
Родилась в 1929 году на территории современной Новгородской области. Член КПСС.
В 1942—1960 гг. — колхозница, бригадир овощеводческой бригады, в 1960—1984 гг. — бригадир комплексной бригады колхоза «Верный путь» Новгородского, затем Батецкого района Новгородской области.
Избиралась депутатом Совета Союза Верховного Совета СССР 7-го созыва от Новгородской области.
Заслуженный работник сельского хозяйства РСФСР.
Жила в деревне Григорьево Батецкого района Новгородской области.
Сын Сергей — механизатор, депутат Верховного Совета СССР 11-го созыва.

## Награды
- Орден Ленина
- Орден Октябрьской Революции
- Орден Трудового Красного Знамени